# Divisadero
Divisadero är en ort i Mexiko.   Den ligger i kommunen Cerro de San Pedro och delstaten San Luis Potosí, i den centrala delen av landet, 300 km nordväst om huvudstaden Mexico City. Divisadero ligger 1 965 meter över havet och antalet invånare är 120.
Terrängen runt Divisadero är kuperad åt nordost, men åt sydväst är den platt. Runt Divisadero är det ganska glesbefolkat, med 30 invånare per kvadratkilometer. Närmaste större samhälle är Soledad de Graciano Sánchez, 18,1 km väster om Divisadero. Trakten runt Divisadero består i huvudsak av gräsmarker.